# 国際流星機構
国際流星機構 (こくさいりゅうせいきこう、英: International Meteor Organization, IMO) は、アマチュアの天文家によって国際的な流星の観測を統括するために組織された学術団体である。

## 概要
地球に向かって飛来する多くの小惑星、流星などの天体を観測、把握するための、多く観測者による国際的に協力体制の必要性が増していることから、1988年5月1日に発足した。様々な観測法で得られる天体の観測情報が世界各国から IMO に集められ、流星群や、それと関連する彗星、惑星間物質などに関する網羅的な研究を可能にしている。集められた情報はハンドブックおよび電子媒体にまとめられて発行されている。
ベルギーのメヘレンに本部を置き、非営利団体として運営されている。会員は日本を含む全世界42カ国で224名である。隔月で WGN と題する機関誌 (Journal of the International Meteor Organization) を発行しており、国際的な年会 (International Meteor Conference, IMC) を毎年9月に開催している。この会議は、これまではすべてヨーロッパで開催されている。

## 発足の経緯
IMOの発足以前からヨーロッパ（大陸側）には流星や隕石の観測を行う研究者で組織する「欧州流星観測連合」(Federation of European Meteor Astronomers, FEMA) があった。しかし観測データの増加にともない処理、解析の能力を増強する必要から、組織を拡大する必要に迫られた。そこで、それまでにも以下のようなミーティングが各地のキリスト教青年会 (YMCA) で行われていたが、70余名のアマチュア研究者が集まって IMO を発足させることになった。
- 1978年6月8-10日、ケーニヒスヴィンター（英語版）（西ドイツ）2カ国、18名
- 1980年11月21-23日、 プラッハ（西ドイツ）4カ国、31名
- 1982年2月26-28日、ハッセルト（ベルギー）3カ国、17名
- 1983年5月13-15日、ディンカラント（英語版）（オランダ）3カ国、23名
- 1985年2月22-24日、アルテンミュンスター（西ドイツ）4カ国、37名
- 1986年10月3-5日、ボルネム（英語版）（ベルギー）8カ国、50名[7].